# Complejo de lanzamiento espacial 41 de Cabo Cañaveral
El complejo de lanzamiento espacial 41 (SLC-41, por sus siglas en inglés Space Launch Complex 41), anteriormente complejo de lanzamiento 41 (LC-41, Launch Complex 41), es un sitio de lanzamiento activo en la Estación de la Fuerza Espacial de Cabo Cañaveral. Desde 2024, es operado por United Launch Alliance (ULA) para los lanzamientos de Atlas V y Vulcan Centaur. Previamente, fue utilizado por la Fuerza Aérea de los Estados Unidos para los lanzamientos de Titan IIIC, Titan IIIE y Titan IV.

## Atlas V
Después del último lanzamiento del Titan IV, el complejo fue renovado para dar soporte al Atlas V. El SLC-41 fue el sitio del primer lanzamiento del Atlas V el 21 de agosto de 2002, colocando en órbita el satélite de comunicaciones geoestacionarias Hot Bird 6, de Eutelsat, construido sobre un bus Spacebus 3000B3.
Los cohetes Atlas V se ensamblan verticalmente en una plataforma de lanzamiento móvil (MLP, del inglés Mobile Launch Platform) en la Instalación de Integración Vertical, ubicada al sur de la plataforma. La MLP se transporta a la plataforma de lanzamiento sobre rieles aproximadamente un día antes del lanzamiento.

### Modificaciones para apoyar los vuelos espaciales tripulados
En septiembre de 2015, comenzaron las modificaciones de la plataforma para respaldar los vuelos espaciales humanos con la nave Boeing CST-100 Starliner.Estas modificaciones incluyen la adición de una torre de servicio de lanzamiento, diseñada para proporcionar acceso a la cápsula durante el procesamiento previo al lanzamiento, facilitar el ingreso de la tripulación y ofrecer sistemas de evacuación de emergencia en caso necesario.

## Historia

### Cargas útiles notables
Además de los satélites, los vehículos Titan lanzaron varias sondas desde LC-41 en la década de 1970, incluidas las sondas Helios para estudiar el Sol, las sondas Viking con destino a Marte y las sondas Voyager para sobrevuelo planetario y exploración del espacio profundo. También se han lanzado sondas más recientes desde LC-41 utilizando el Atlas V, como el Mars Reconnaissance Orbiter en agosto de 2005, la nave espacial New Horizons hacia Plutón en enero de 2006 y la misión Juno hacia Júpiter en agosto de 2011.
Además, desde el mismo complejo se lanzaron las misiones de exploración marciana, como el Mars Science Laboratory en noviembre de 2011 y el Mars 2020 en julio de 2020.

### Titan III
Las instalaciones de lanzamiento Titan III, ubicadas en el Centro Espacial Kennedy de la Fuerza Aérea (por sus siglas en inglés, CCAFS), fueron diseñadas en la década de 1960 como parte de un sistema integral de integración, transferencia y lanzamiento. Este enfoque tenía como objetivo optimizar la eficiencia operativa y acelerar el ritmo de los lanzamientos para satisfacer las demandas del programa espacial de Estados Unidos, tanto en el ámbito militar como en el civil. 
Los vehículos de lanzamiento Titan III, derivados del misil balístico intercontinental Titan II, se ensamblaban y se integraban con sus respectivas cargas útiles en plataformas móviles conocidas como Transportadores de Integración Vertical (en inglés, Vertical Integration Transporters, VIT). Estas operaciones se llevaban a cabo en edificios especializados, como el Complejo de Integración Vertical (en inglés, Vertical Integration Building, VIB), diseñado para proporcionar un entorno controlado adecuado para ensamblar cohetes y equipos sensibles. 
Una vez completada la integración, las plataformas móviles trasladaban los cohetes por ferrocarril hasta una de las dos plataformas de lanzamiento designadas, ubicadas en el Complejo de Lanzamiento Espacial 40 (SLC-40) y el Complejo de Lanzamiento Espacial 41 (SLC-41). Este sistema de transporte permitía reducir el tiempo de preparación en la plataforma de lanzamiento, maximizando la disponibilidad para futuros lanzamientos. 
El diseño de estas instalaciones reflejaba un enfoque innovador para la época, centrado en la flexibilidad y la reutilización de los complejos de lanzamiento. Este enfoque contribuyó significativamente a la capacidad de Estados Unidos para mantener una presencia activa en el espacio durante la Guerra Fría.
Las instalaciones del Titan III incluían las plataformas de lanzamiento LC-40 y LC-41, así como edificios de ensamblaje, entre ellos el Edificio de Integración Vertical, y la primera línea ferroviaria del Cabo.Las instalaciones se completaron en 1964, y el primer lanzamiento desde la plataforma LC-41, realizado el 21 de diciembre de 1965, correspondió a un Titan IIIC que transportaba cuatro cargas útiles separadas.
La instalación Titan III del Complejo 41 fue desactivada a finales de 1977.

### Titan IV
En 1986, la torre de servicio móvil (MST) y la torre umbilical (UT) existentes se desmontaron hasta dejar solo sus componentes estructurales principales, los cuales luego fueron restaurados, modificados y ampliados como parte de los contratos de "desmontaje y renovación" de Martin Marietta, que prepararon la plataforma de lanzamiento para el cohete Titan IV.El LC-41 lanzo el primer vuelo del Titan IV. El último lanzamiento del Titan desde el LC-41 tuvo lugar el 9 de abril de 1999, cuando un Titan IVB lanzó el satélite de alerta temprana USA-142. La etapa superior del IUS no se separó, dejando la carga útil varada en una órbita GTO inútil.

## Historial de lanzamiento

### Lista de lanzamientos
A partir del 13 de agosto de 2025

#### Lanzamientos anteriores
| Fecha                    | Hora (UTC) | Tipo de cohete | Número de serie | Misión / Carga útil                         |
| ------------------------ | ---------- | -------------- | --------------- | ------------------------------------------- |
| 21 de diciembre de 1965  | 14:00      | Titan III      | 3C-8            | LES-3 / LES-4 / OV2-3 / OSCAR 4             |
| 16 de junio de 1966      | 14:00      | Titan III      | 3C-11           | 7X IDCSP / GGTS-1                           |
| 26 de agosto de 1966     | 14:00      | Titan III      | 3C-12           | 7X IDCSP / GGTS-2                           |
| 18 de enero de 1967      | 14:19      | Titan III      | 3C-13           | 8X IDCSP                                    |
| 28 de abril de 1967      | 10:01      | Titan III      | 3C-10           | 2X Vela / ORS-4 / 2X OV-5                   |
| 1 de julio de 1967       | 13:15      | Titan III      | 3C-14           | 4X IDCSP / LES-5 / DODGE                    |
| 13 de junio de 1968      | 14:03      | Titan III      | 3C-16           | 8X IDCSP                                    |
| 26 de septiembre de 1968 | 07:37      | Titan III      | 3C-5            | LES-6 / 1X OV2 / 2X OV5                     |
| 9 de febrero de 1969     | 21:09      | Titan III      | 3C-17           | TACSAT 1                                    |
| 23 de mayo de 1969       | 07:57      | Titan III      | 3C-15           | 2X Vela / 2X OV5                            |
| 11 de febrero de 1974    | 13:48      | Titan IIIE     | TC-1            | Sphinx                                      |
| 10 de diciembre de 1974  | 07:11      | Titan IIIE     | TC-2            | Helios-A                                    |
| 20 de agosto de 1975     | 21:22      | Titan IIIE     | TC-4            | Viking 1                                    |
| 9 de septiembre de 1975  | 18:39      | Titan IIIE     | TC-3            | Viking 2                                    |
| 15 de enero de 1976      | 05:34      | Titan IIIE     | TC-5            | Helios-B                                    |
| 20 de agosto de 1977     | 14:29      | Titan IIIE     | TC-7            | Voyager 2                                   |
| 5 de septiembre de 1977  | 12:56      | Titan IIIE     | TC-6            | Voyager 1                                   |
| 14 de junio de 1989      | 13:18      | Titan IV       | K-1             | USA-39 (DSP-14)                             |
| 8 de junio de 1990       | 05:21      | Titan IV       | K-4             | 3X NOSS / USA-59                            |
| 13 de noviembre de 1990  | 00:37      | Titan IV       | K-6             | USA-65 (DSP-15)                             |
| 3 de mayo de 1994        | 15:55      | Titan IV       | K-7             | USA-103 (Trumpet)                           |
| 27 de agosto de 1994     | 08:58      | Titan IV       | K-9             | USA-105 (Mercury)                           |
| 10 de julio de 1995      | 12:38      | Titan IV       | K-19            | USA-112 (Trumpet)                           |
| 24 de abril de 1996      | 23:37      | Titan IV       | K-16            | USA-118 (Mercury)                           |
| 8 de noviembre de 1997   | 02:05      | Titan IV       | A-17            | USA-136 (Trumpet)                           |
| 12 de agosto de 1998     | 11:30      | Titan IV       | A-20            | NROL-7 (Mercury)                            |
| 9 de abril de 1999       | 17:01      | Titan IV       | B-27            | USA-142 (DSP-19)                            |
| 21 de agosto de 2002     | 22:05      | Atlas V        | AV-001          | Hot Bird 6                                  |
| 13 de mayo de 2003       | 22:10      | Atlas V        | AV-002          | Hellas Sat 2                                |
| 17 de julio de 2003      | 23:45      | Atlas V        | AV-003          | Rainbow-1                                   |
| 17 de diciembre de 2004  | 12:07      | Atlas V        | AV-005          | AMC-16                                      |
| 11 de marzo de 2005      | 21:42      | Atlas V        | AV-004          | Inmarsat-4 F1                               |
| 12 de agosto de 2005     | 11:43      | Atlas V        | AV-007          | Mars Reconnaissance Orbiter (MRO)           |
| 19 de enero de 2006      | 19:00      | Atlas V        | AV-010          | New Horizons                                |
| 20 de abril de 2006      | 20:27      | Atlas V        | AV-008          | Astra 1KR                                   |
| 9 de marzo de 2007       | 03:10      | Atlas V        | AV-013          | Space Test Program-1                        |
| 15 de junio de 2007      | 15:12      | Atlas V        | AV-009          | USA-194 (NROL-30/NOSS-4-3A and -4-3B)       |
| 11 de octubre de 2007    | 00:22      | Atlas V        | AV-011          | USA-195 (WGS-1)                             |
| 10 de diciembre de 2007  | 22:05      | Atlas V        | AV-015          | USA-198 (NROL-24)                           |
| 14 de abril de 2008      | 20:12      | Atlas V        | AV-014          | ICO G1                                      |
| 4 de abril de 2009       | 00:31      | Atlas V        | AV-016          | USA-204 (WGS-2)                             |
| 18 de junio de 2009      | 21:32      | Atlas V        | AV-020          | LRO/LCROSS                                  |
| 8 de septiembre de 2009  | 21:35      | Atlas V        | AV-018          | USA-207 (Palladium at Night - PAN)          |
| 23 de noviembre de 2009  | 06:55      | Atlas V        | AV-024          | Intelsat 14                                 |
| 11 de febrero de 2010    | 15:23      | Atlas V        | AV-021          | SDO                                         |
| 22 de abril de 2010      | 23:52      | Atlas V        | AV-012          | USA-212 (X-37B OTV-1)                       |
| 14 de agosto de 2010     | 11:07      | Atlas V        | AV-019          | USA-214 (AEHF-1)                            |
| 5 de marzo de 2011       | 22:46      | Atlas V        | AV-026          | USA-226 (X-37B OTV-2)                       |
| 7 de mayo de 2011        | 18:10      | Atlas V        | AV-022          | USA-230 (SBIRS GEO-1)                       |
| 5 de agosto de 2011      | 16:25      | Atlas V        | AV-029          | Juno                                        |
| 26 de noviembre de 2011  | 15:02      | Atlas V        | AV-028          | Mars Science Laboratory (MSL)               |
| 24 de febrero de 2012    | 22:15      | Atlas V        | AV-030          | MUOS-1                                      |
| 4 de mayo de 2012        | 18:42      | Atlas V        | AV-031          | USA-230 (AEHF-2)                            |
| 20 de junio de 2012      | 12:28      | Atlas V        | AV-023          | USA-236 (NROL-38)                           |
| 30 de agosto de 2012     | 08:05      | Atlas V        | AV-032          | Van Allen Probes (RBSP)                     |
| 11 de diciembre de 2012  | 18:03      | Atlas V        | AV-034          | USA-240 (X-37B OTV-3)                       |
| 31 de enero de 2013      | 01:48      | Atlas V        | AV-036          | TDRS-K (TDRS-11)                            |
| 19 de marzo de 2013      | 21:21      | Atlas V        | AV-037          | USA-241 (SBIRD GEO 2)                       |
| 15 de mayo de 2013       | 21:38      | Atlas V        | AV-039          | USA-242 (GPS IIF-4)                         |
| 19 de julio de 2013      | 13:00      | Atlas V        | AV-040          | MUOS-2                                      |
| 18 de septiembre de 2013 | 08:10      | Atlas V        | AV-041          | USA-246 (AEHF-3)                            |
| 18 de noviembre de 2013  | 18:28      | Atlas V        | AV-038          | MAVEN                                       |
| 24 de enero de 2014      | 02:33      | Atlas V        | AV-043          | TDRS-L (TDRS-12)                            |
| 10 de abril de 2014      | 17:45      | Atlas V        | AV-045          | USA-250 (NROL-67)                           |
| 22 de abril de 2014      | 13:09      | Atlas V        | AV-046          | USA-252 (NROL-33)                           |
| 2 de agosto de 2014      | 03:23      | Atlas V        | AV-048          | USA-256 (GPS IIF-7)                         |
| 17 de septiembre de 2014 | 00:10      | Atlas V        | AV-049          | USA-257 (CLIO)                              |
| 29 de octubre de 2014    | 17:21      | Atlas V        | AV-050          | USA-258 (GPS IIF-8)                         |
| 21 de enero de 2015      | 01:04      | Atlas V        | AV-052          | MUOS-3                                      |
| 13 de marzo de 2015      | 02:44      | Atlas V        | AV-053          | MMS                                         |
| 20 de mayo de 2015       | 15:05      | Atlas V        | AV-054          | USA-261 (X-37B OTV-4/AFSPC-5)               |
| 15 de julio de 2015      | 15:36      | Atlas V        | AV-055          | USA-262 (GPS IIF-10)                        |
| 2 de septiembre de 2015  | 10:18      | Atlas V        | AV-056          | MUOS-4                                      |
| 2 de octubre de 2015     | 10:28      | Atlas V        | AV-059          | Morelos-3                                   |
| 31 de octubre de 2015    | 12:49      | Atlas V        | AV-060          | USA-265 (GPS IIF-11)                        |
| 6 de diciembre de 2015   | 21:44      | Atlas V        | AV-061          | Cygnus CRS OA-4                             |
| 5 de febrero de 2016     | 13:38      | Atlas V        | AV-057          | USA-266 (GPS IIF-12)                        |
| 23 de marzo de 2016      | 03:05      | Atlas V        | AV-064          | Cygnus CRS OA-6                             |
| 24 de junio de 2016      | 14:30      | Atlas V        | AV-063          | MUOS-5                                      |
| 28 de julio de 2016      | 12:37      | Atlas V        | AV-065          | USA-267 (NROL-61)                           |
| 8 de septiembre de 2016  | 23:05      | Atlas V        | AV-067          | OSIRIS-REx                                  |
| 19 de noviembre de 2016  | 23:42      | Atlas V        | AV-069          | GOES-R (GOES-16)                            |
| 18 de diciembre de 2016  | 19:13      | Atlas V        | AV-071          | EchoStar 19 (Jupiter 2)                     |
| 21 de enero de 2017      | 00:42      | Atlas V        | AV-066          | USA-273 (SBIRS GEO-3)                       |
| 18 de abril de 2017      | 15:11      | Atlas V        | AV-070          | Cygnus CRS OA-7                             |
| 18 de agosto de 2017     | 12:29      | Atlas V        | AV-074          | TDRS-M (TDRS-13)                            |
| 15 de octubre de 2017    | 07:28      | Atlas V        | AV-075          | USA-279 (NROL-52)                           |
| 20 de enero de 2018      | 00:48      | Atlas V        | AV-076          | USA-282 (SBIRS GEO-4)                       |
| 1 de marzo de 2018       | 22:02      | Atlas V        | AV-077          | GOES-S (GOES-17)                            |
| 14 de abril de 2018      | 23:12      | Atlas V        | AV-079          | AFSPC-11                                    |
| 17 de octubre de 2018    | 04:15      | Atlas V        | AV-073          | USA-288 (AEHF-4)                            |
| 8 de agosto de 2019      | 10:13      | Atlas V        | AV-083          | USA-292 (AEHF-5)                            |
| 20 de diciembre de 2019  | 11:36      | Atlas V        | AV-080          | Starliner Boeing OFT                        |
| 10 de febrero de 2020    | 04:03      | Atlas V        | AV-087          | Solar Orbiter                               |
| 26 de marzo de 2020      | 20:18      | Atlas V        | AV-086          | USA-298 (AEHF-6)                            |
| 17 de mayo de 2020       | 13:14      | Atlas V        | AV-081          | USA-299 (USSF-7 (X-37B OTV-6, Falcon-Sat 8) |
| 30 de julio de 2020      | 11:50      | Atlas V        | AV-088          | Mars 2020                                   |
| 13 de noviembre de 2020  | 22:32      | Atlas V        | AV-090          | USA 310 (NROL-101)                          |
| 18 de mayo de 2021       | 17:37      | Atlas V        | AV-091          | USA 315 (SBIRS-GEO 5)                       |
| 16 de octubre de 2021    | 09:34      | Atlas V        | AV-096          | Lucy                                        |
| 7 de diciembre de 2021   | 10:19      | Atlas V        | AV-093          | STP-3                                       |
| 21 de enero de 2022      | 19:00      | Atlas V        | AV-084          | USSF-8 (GSSAP 5 & 6)                        |
| 1 de marzo de 2022       | 21:38      | Atlas V        | AV-095          | GOES-T                                      |
| 19 de mayo de 2022       | 22:54      | Atlas V        | AV-082          | Boe OFT-2                                   |
| 1 de julio de 2022       | 23:15      | Atlas V        | AV-094          | USSF-12 (WFOV)                              |
| 4 de agosto de 2022      | 10:29      | Atlas V        | AV-097          | USA-336 (SBIRS GEO-6)                       |
| 4 de octubre de 2022     | 21:36      | Atlas V        | AV-099          | SES-20 & SES-21                             |
| 10 de septiembre de 2023 | 12:47      | Atlas V        | AV-102          | USA-346 / USA-347 / USA-348 (NROL-107)      |
| 6 de octubre de 2023     | 18:06      | Atlas V        | AV-104          | KuiperSat-1 & KuiperSat-2                   |
| 8 de enero de 2024       | 07:18      | Vulcan Centaur | V-001           | Peregrine Lander                            |
| 5 de junio de 2024       | 14:52      | Atlas V        | AV-085          | Boe-CFT                                     |
| 30 de julio de 2024      | 10:45      | Atlas V        | AV-101          | USA-396 / USA-397 / USA-398 (USSF-51)       |
| 4 de octubre de 2024     | 11:25      | Vulcan Centaur | V-002           | Simulador de masas                          |
| 28 de abril de 2025      | 23:01      | Atlas V        | AV-107          | KuiperSat x 27 (KA-01)                      |
| 23 de junio de 2025      | 10:54      | Atlas V        | AV-105          | KuiperSat x 27 (KA-02)                      |
| 13 de agosto de 2025     | 00:56      | Vulcan Centaur | V-003           | USSF-106 (NTS-3 & Others)                   |